# سیارک ۵۸۶۸۲
سیارک ۵۸۶۸۲ (به انگلیسی: 58682 Alenasolcova، نامگذاری:1998AL8) پنجاه و هشت هزار و ششصد و هشتاد و دومین سیارک کشف شده‌است که در ۱۰ ژانویه ۱۹۹۸ کشف شد.